# Fokker XA-7
Fokker / General Aviation XA-7 byl celokovový jednomotorový prototyp bitevního letounu objednaný United States Army Air Corps v roce 1929, vyrobený společností Fokker-America a po roce 1930 dokončený nástupnickou General Aviation Corporation, který poprvé vzlétl v dubnu 1931. Zúčastnil se soutěže US Army na nový útočný letoun, v níž ale zvítězil Curtiss A-8, a vývoj XA-7 dál nepokračoval.

## Vznik a vývoj
XA-7 (30-226) byl dvoumístný celokovový dolnoplošník, se samonosným křídlem s tlustým profilem. Typ disponoval chladičem tunelového typu a dvěma otevřenými kokpity osádky blízko sebe v tandemovém uspořádání. Podvozek byl pevný, kapotovaný.

## Operační historie
Navzdory některým inovativním prvkům typ nepřekročil stadium zkoušek ve zkušebním středisku Wright Field, po jejichž ukončení byl jediný prototyp sešrotován.

## Specifikace

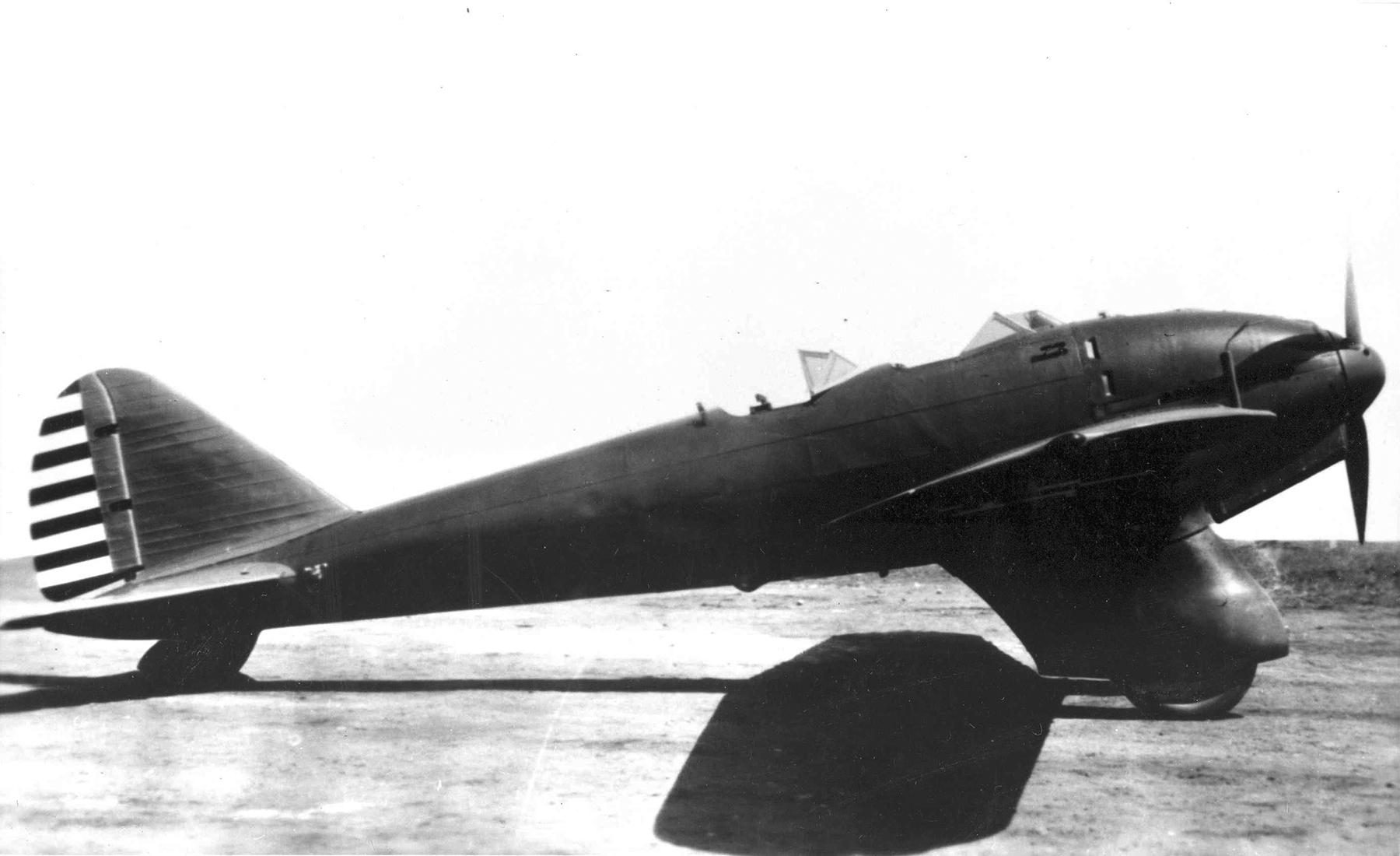
Boční pohled na XA-7, 1931

Údaje dle

### Technické údaje
- Osádka: 2 (pilot a pozorovatel/střelec)
- Délka: 9,45 m (31 stop)
- Rozpětí: 14,25 m (46 stop a 9 palců)
- Výška: 2,87 m (9 stop a 5 palců)
- Nosná plocha: 30,94 m² (333 čtverečních stop)
- Prázdná hmotnost: 1 754 kg (3 866 liber)
- Maximální vzletová hmotnost: 2 563 kg (5 650 lb)
- Pohonná jednotka: 1 × kapalinou chlazený dvanáctiválcový vidlicový motor Curtiss V-1570-27 Conqueror s dvoulistou vrtulí Hamilton Standard
- Výkon pohonné jednotky: 600 hp (447 kW)

### Výkony
- Maximální rychlost: 296 km/h (184 mph)
- Pádová rychlost: 98 km/h (61 mph)
- Dolet: 804,7 km (500 mil)
- Praktický dostup: 5 791 m (19 000 stop)

### Výzbroj
- 4 × pevný kulomet Browning ráže 7,62 mm
- 1 × pohyblivý kulomet Browning ráže 7,62 mm
- 400 lb (181,4 kg) pum